# 금호중앙중학교
금호중앙중학교(金湖中央中學校)는 대한민국 광주광역시 북구 운암동에 있는 사립 중학교이다.

## 학교 연혁
- 1959년 12월 26일 : 재단 법인 죽호학원 설립 허가, 초대 이사장 박인천 선생 취임
- 1960년 2월 19일 : 광주중앙여자중, 고등학교 설립 인가(중학교 학급수 21학급)
- 1960년 4월 15일 : 광주중앙여자중, 고등학교 개교. 초대 교장에 최태근 선생 취임
- 1970년 3월 1일 : 광주중앙여자고등학교와 분리
- 1996년 3월 1일 :  '광주중앙중학교'  로 교명 변경
- 2014년 3월 1일 : 광주중앙중학교에서 금호중앙중학교로 교명 변경
- 2025년 1월 8일 : 제63회 졸업식(총 29,973명)
- 2025년 3월 1일 : 제23대 김명숙 교장 취임
- 2025년 3월 4일 : 1학년 9학급(241명) 입학(27학급)

## 참고 자료
- 금호중앙중학교 - 한국교육학술정보원 학교알리미